# John Charles (Komponist)
John Charles (* 4. November 1940 in Wellington; † 7. Mai 2024 in Neuseeland) war ein neuseeländischer Komponist. Er schuf einige musikalische Werke für das neuseeländische Kino der 1980er, 1990er und 2000er Jahre, darunter Kompositionen für Filme wie Mach’s gut, Pork Pie, Utu – Die letzte Schlacht der Maoris, Quiet Earth – Das letzte Experiment, Der unsichtbare Tod oder Spooked.

## Leben und Karriere
John Charles studierte das Fach Kunst an der Victoria University of Wellington. Parallel dazu spielte er im Club der Universität Jazzmusik. Während seines Studiums arbeitete er als Journalist bei einer Zeitung und als Programmverantwortlicher für den NZ Broadcasting Service. Mit einem Abschluss als Bachelor of Music ging er zurück zum NZBC und war dort als Produzent und Regisseur tätig. Mit der Erfahrung der Inszenierung eines Fernsehspiels im Jahre 1973 und der Umsetzung zweier Episoden einer Komödienserie zog er 1974 nach Australien und komponierte dort die Musik für seinen ersten Fernsehfilm The God Boy.
Der Regisseur, mit dem John Charles in seiner Karriere am häufigsten zusammenarbeitete, war der Jazztrompeter und Filmemacher Geoff Murphy. Ihre Bekanntschaft datiert aus dem Jahr 1966 und Murphys erstem Film, dem unvollendeten Kindermusical The Magic Hammer. Die beiden spielten zusammen als Teil der 70er-Jahre-Reisegruppe Blerta und in der gleichnamigen, von Murphy inszenierten TV-Show. Gemeinsam wandten sie sich Ende der 1979er und Anfang der 1980er Jahre der Umsetzung mehrerer neuseeländischer Kinoprojekte zu. Während Murphy Regie führte, komponierte John Charles die Soundtracks zu den Filmen Mach’s gut, Pork Pie, für den Charles eine Jazzpartitur schrieb, zu dem Maori-Drama Utu – Die letzte Schlacht der Maoris mit einem überwiegend symphonischen Score und dem dystopischen und preisgekrönten Science-Fiction-Drama Quiet Earth – Das letzte Experiment, in dem er neben symphonischen auch avantgardistische und experimentelle Klänge verarbeitete. Für den Film Quiet Earth – Das letzte Experiment wurden Regisseur Murphy und Hauptdarsteller Bruno Lawrence mehrfach mit Preisen geehrt, unter anderem mit der Auszeichnung des New Zealand Film and TV Award. Im Jahre 2004 entstand abschließend das Mystery Drama Spooked mit Cliff Curtis in der Hauptrolle, die letzte gemeinsame Arbeit von John Charles und Geoff Murphy.
Im Jahr 1996 wechselte John Charles als Composer in Residence an die australische Film- und Rundfunkschule, wo er mehr als ein Jahrzehnt lang Kompositionsunterricht gab.
John Charles verstarb im Mai 2024 im Alter von 83 Jahren an den Folgen einer Demenzerkrankung.

## Filmografie (Auswahl)

### Kino
- 1979: Jack Winter's Dream
- 1980: Mach’s gut, Pork Pie (Goodbye Pork Pie)
- 1983: Utu – Die letzte Schlacht der Maoris (Utu)
- 1984: Constance
- 1985: Quiet Earth – Das letzte Experiment (Quiet Earth)
- 1985: Die Perfektionistin (The Perfectionist)
- 1988: Brigade des Schreckens (Zombie Brigade)
- 1989: A Soldier's Tale
- 1994: Der unsichtbare Tod (The Last Tattoo)
- 1994: Bread & Roses
- 2004: Spooked

### Fernsehen
- 1976: The God Boy (Fernsehfilm)
- 1984: Man of Letters (Fernsehfilm)
- 1984: Out of Time (Fernsehfilm)
- 1991: Alexander Graham Bell: The Sound and the Silence (Fernsehfilm)
- 1994: Fallout (Fernsehminiserie)

### Kurzfilme oder Dokumentarfilme
- 1970: Tank Busters (Kurzfilm)
- 1995: The Bounty (Dokumentarkurzfilm)